# 拉瓦利德维亚尼亚
拉瓦利德维亚尼亚，是西班牙加泰罗尼亚赫罗纳省的一个市镇。总面积94平方公里，总人口1135人（2001年），人口密度12人/平方公里。